# Odznaka Pamiątkowa Więźniów Ideowych

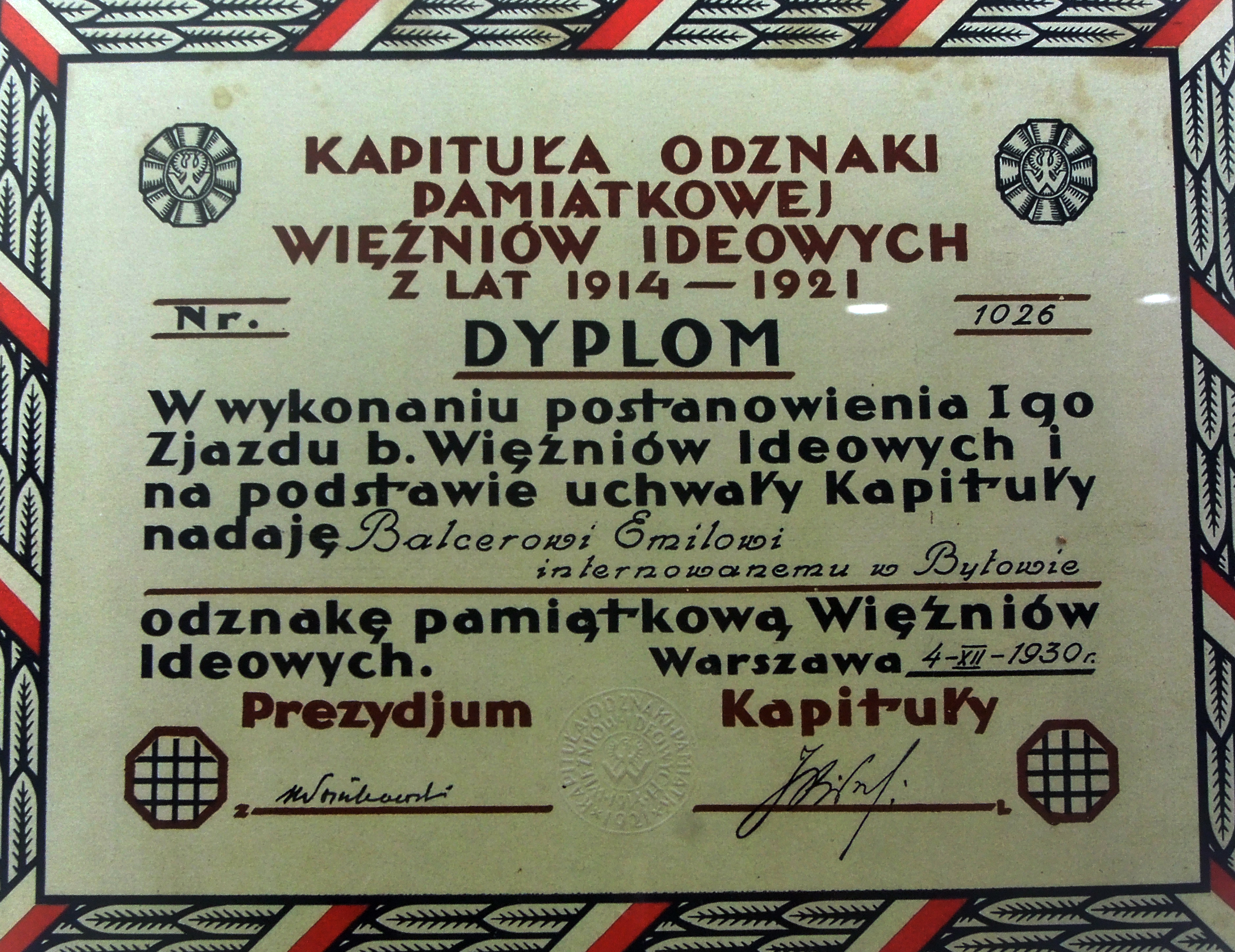
Dyplom kapituły z podpisem Józefa Piłsudskiego

Odznaka Pamiątkowa Więźniów Ideowych – odznaka ustanowiona w II Rzeczypospolitej; była zwana również „Odznaką Pamiątkową Więźniów Ideowych z lat 1914–1921” lub „Odznaką Pamiątkową byłych Więźniów Ideowych". Odznakę nadawała Kapituła Odznaki Więźniów Ideowych z lat 1914–1921, na której czele stał w pierwszej połowie lat 30. XX wieku Józef Piłsudski. W kapitule zasiadał również generał Kazimierz Sosnkowski.

## Opis
Odznaka ma formę jednoczęściowej srebrnej ośmioramiennej tarczy/rozety, w którą wpisany jest krzyż. W centrum, w owalu, znajduje się orzełek tworzący swym korpusem literę: „I” (od „Ideowy”), niżej litera: „W” (od „Więzień”). Pod literą „W” znajdował się znak mennicy (odznakę wytwarzała Mennica Państwowa).
Odznaka o wymiarach 34 × 32 mm wykonana była w srebrzonym i oksydowanym tombaku. Była mocowana do klapy munduru lub garnituru za pomocą sztyftu z nakrętką.
Przyznawano ją łącznie z dyplomem. W czasach, gdy przewodniczącym kapituły był Józef Piłsudski, na dyplomie był jego oryginalny podpis.

## Odznaczeni (lista niepełna)
- Henryk Bernstein – żołnierz 6. pułku piechoty Legionów[1]
- Józef Bocheński[2]
- ks. kap. Henryk Ciepichałł[3]
- Jan Dłubis – powstaniec śląski[4]
- Michał Gajewski – poseł na Sejm Ustawodawczy II RP (1919–1922)
- Andrzej Gawron
- Henryk Goldman[1]
- Piotr Guziorski
- Tadeusz Karbowiak – internowany w Száldobos
- Edward Kleszczyński
- Maksymilian Lewin – zginął w Palmirach[1]
- Erazm Miazga – zginął w Charkowie w 1940 roku[5]
- Antoni Moskwa – legionista internowany w czasie I wojny światowej w Szczypiornie
- Franciszek Musioł – powstaniec śląski, dowódca II batalionu 5 pułku powstańczego w III powstaniu śląskim
- Szymon Orlikowski
- Józef Peiper[1]
- Józef Piłsudski
- Tomasz Pniewski-Przedbór – zginął w Charkowie w 1940 roku[5]
- Kamil de Pourbaix
- Władysław Pomaski
- Ignacy Schrage[1]
- Leopold Józef Spira[1].
- Stanisław Thun[6]
- Michał Wieruszewski – za internowanie w Beniaminowie
- Władysław Gościński[7]